# Ctenidio

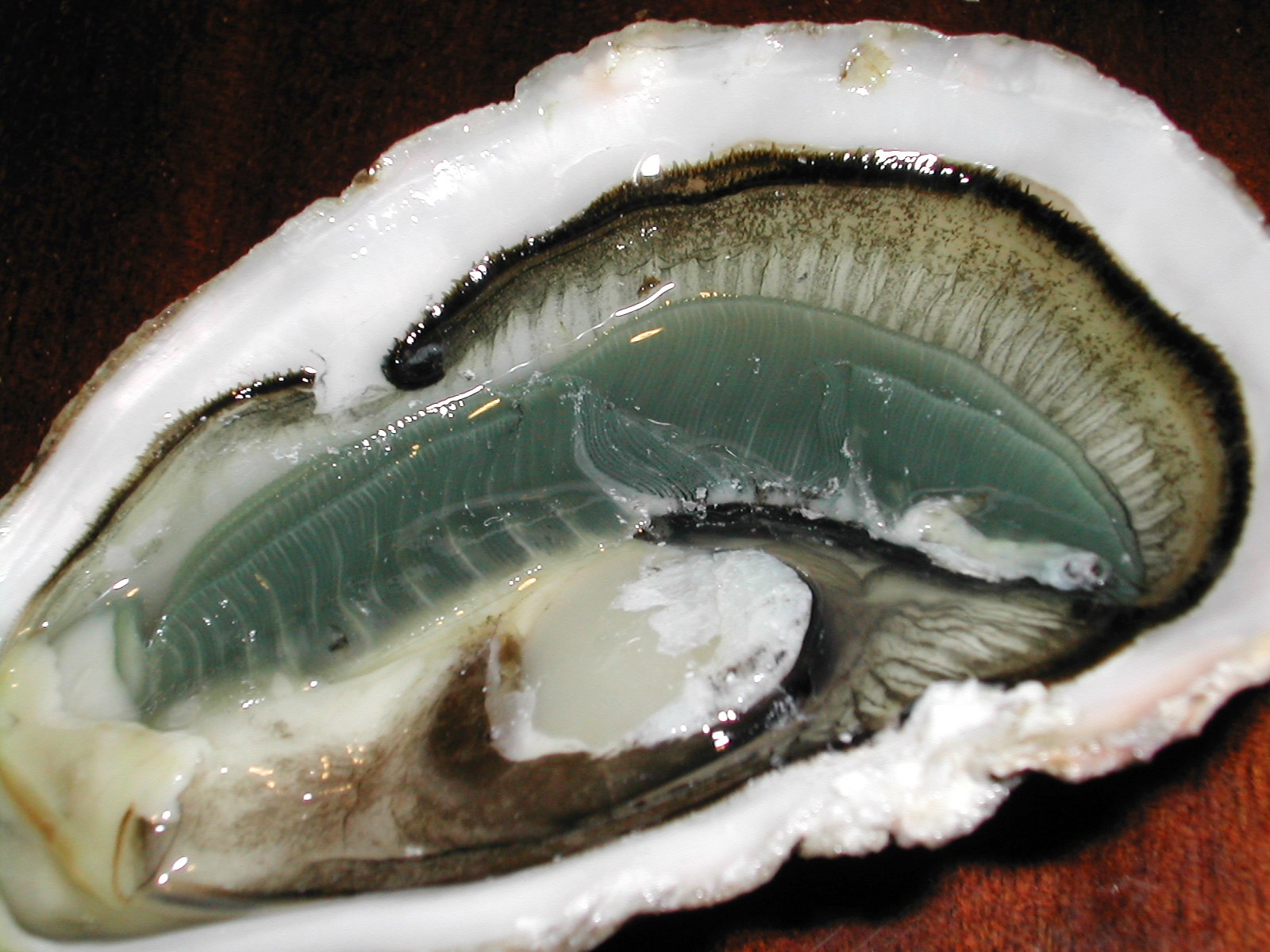
Bivalvo mostrando los ctenidios (azulado).

El ctenidio (del griego ctenos, "peine" y eidós, "forma") es la branquia típica de los moluscos. Constan de un eje longitudinal, que posee los nervios, los músculos y los vasos sanguíneos, y numerosas expansiones filiformes laterales, cuya posición alterna con la de los filamentos del lado opuesto; para impedir que los filamentos se colapsen, poseen una varilla esquelética quitinosa.
Los ctenidios se localizan a cada lado de la cavidad paleal y se mantienen en su posición mediante una membrana dorsal y otra ventral, de modo que las branquias dividen la cavidad paleal en dos cámaras, una superior y otra inferior. El agua penetra en la cámara inferior o inhalante, asciende, atraviesa los ctenidios, alcanza la cámara dorsal o exhalante y sale al exterior. La circulación del agua en la cavidad paleal se lleva a cabo principalmente por el batido por los cilios que recubren los filamentos del ctenidio.
Los vasos sanguíneos discurren por el eje del ctenidio. El vaso aferente, que proviene del corazón, aporta la sangre desoxigenada y el vaso deferente se lleve la sangre oxigenada de nuevo al corazón. La sangre circula entre los filamentos por difusión, formando una corriente contraria a la del agua, lo que maximiza el intercambio de gases.
- Datos: Q1142734